# Медведев, Вольт Яковлевич
Вольт Яковлевич Медведев (1940—2017) — советский и российский художник и педагог.

## Биография
Родился 6 апреля 1940 года в посёлке Новый Торъял Марийской АССР. В шесть лет вместе с мамой переехали в Чебоксары.
После окончания школы работал на электроаппаратном заводе и отслужил три года в Советской армии. В 1968 году окончил Чувашский государственный педагогический институт. По окончании вуза, до 1971 года, работал учителем рисования и черчения средней школы в городе Кондопога Карельской АССР, в 1972—1975 годах — художник-конструктор Чебоксарского завода электроизмерительных приборов.
С 1975 по 2013 год Медведев преподавал на кафедре живописи художественно-графического факультета Чувашского педагогического института (преподаватель, старший преподаватель, доцент — с 1997 года): проводил занятия по живописи и композиции, руководил выпускными квалификационными работами на очном и заочном отделениях вуза; автор учебной программы по дисциплине «Офорт».
Член Союза художников СССР с 1990 года. Участник всесоюзных, всероссийских, зональных и республиканских выставок. Организовал более десяти персональных выставок, в том числе в 1980, 1990, 1999, 2000, 2001, 2005 годах в Чебоксарах.
Умер 11 июня 2017 года в Чебоксарах.
В, Я. Медведев был награждён Грамотами Союза художников Чувашии и России, медалью «Ветеран труда». Удостоен званий заслуженный художник Чувашской Республики (1996), народный художник Чувашской Республики (2012).